# السین سیدیبه
السین سیدیبه (انگلیسی: Alassane Sidibe؛ زادهٔ ۹ ژوئن ۲۰۰۲) بازیکن فوتبال اهل ساحل عاج است.

## دوران باشگاهی
سیدیبه در سال ۲۰۱۷ به باشگاه فوتبال آتالانتا ملحق شد. سیدیبه در فصل ۲۰۱۹–۲۰۲۰ برای تیم زیر ۱۸ سال آتالانتا ده گل به ثمر رساند. در فصل بعد، او در ۱۸ بازی با تیم زیر ۱۹ سال، ده گل به ثمر رساند.  در ۲۲ ژانویه ۲۰۲۲، سیدیبه اولین بازی خود را با تیم اصلی در تساوی ۰–۰ مقابل باشگاه فوتبال لاتزیو انجام داد.
در ۳۰ اوت ۲۰۲۲، سیدیبه به صورت قرضی یک فصل به باشگاه فوتبال کوزنتسا کالچو پیوست.